# Silnice I/52
Silnice I/52 je česká silnice I. třídy v Jihomoravském kraji. Vede z Brna na česko-rakouskou hranici u Mikulova, kde na ni navazuje rakouská silnice B7 do Vídně. Je po ní vedena evropská silnice E461. V části trasy mezi Rajhradem a Pohořelicemi je nahrazena dálnicí D52, která má v budoucnu převzít dopravu i z většiny ostatních úseků I/52 (vyjma části v Brně, včetně Vídeňské radiály, a navazující směrově dělené silnice do Rajhradu). Téměř celá silnice o délce 32,828 km je vedena mimo intravilán obcí, pouze v Mikulově protíná obchvatem města zástavbu kolem železniční stanice.
Při modernizaci silnice v roce 1995 mezi Pohořelicemi a Mikulovem byly na autobusových zastávkách postaveny přístřešky jednotného typu. Z deseti přístřešků bylo osm z nich v říjnu 2024 rekonstruováno. Všechny mají být v rámci stavby dálnice D52 zbořeny.

## Vedení silnice

### okres Brno-město
- Brno – městský okruh (I/42)
- MÚK Brno-centrum (D1, E50, E65)

### okres Brno-venkov
- MÚK Modřice (II/152)
- MÚK Rajhrad (II/425, začátek D52)
- Pohořelice (obchvat, I/53, konec D52)
- křižovatka Velký Dvůr (II/381, II/395)
- Nová Ves (obchvat, II/396)
- křižovatka Pasohlávky/Ivaň
- odbočka k ATC Merkur a Aqualandu Moravia
- hráz Mušovské nádrže

### okres Břeclav
- odbočka Horní Věstonice (II/420)
- křižovatka Dolní Dunajovice/Perná
- odbočka Bavory
- Mikulov (I/40, II/414, II/421)

### státní hranice CZ / A
- hraniční přechod Mikulov/Drasenhofen (silnice B7, E461 směr Vídeň)

## Modernizace silnice
| Číslo | Název        | Délka  | Kategorie | Zahájení výstavby | Uvedení do provozu | Křižovatky |
| ----- | ------------ | ------ | --------- | ----------------- | ------------------ | ---------- |
| B65   | Brno-Rajhrad | 9,8 km | 24,5; 20  | 09/2008           | 10/2010            |            |